# Sandra Borderieux
Sandra Borderieux, née le 30 janvier 1979, est une judokate franco-espagnole.

## Biographie
Aux Championnats d'Europe par équipes de judo, elle est médaillée d'or en 2000. Elle est médaillée d'argent des moins de 78 kg aux Jeux méditerranéens de 2001 et médaillée d'argent des plus de 78 kg aux Jeux méditerranéens de 2005. Au niveau national, elle est sacrée championne de France des moins de 78 kg en 2001 et des plus de 78 kg en 2005 et championne d'Espagne des plus de 78 kg en 2005.